# Біліченко Віктор Вікторович
Ві́ктор Ві́кторович Біліче́нко (нар. 21 серпня 1959, Тростянець, Вінницька область) — ректор Вінницького національного технічного університету, доктор технічних наук, професор (2014), академік Транспортної академії України (2009), заслужений діяч науки і техніки України (2016), член Національної спілки журналістів України.

## Життєпис
Віктор Вікторович Біліченко народився 21 серпня 1959 року у селі Тростянець, Вінницького району Вінницької області у сім'ї керівника колгоспу. У 1976 році закінчив Тростянецьку середню школу і вступив до Вінницького політехнічного інституту на спеціальність «Автомобілі та автомобільне господарство». Отримав у 1981 році диплом ВПІ з відзнакою. У цьому ж році вступив до аспірантури в Київський автомобільно-дорожній інститут.

## Професійна діяльність
- 1981 — початок професійної діяльності у Вінницькому політехнічному інституті на посаді інженера науково-дослідного сектора кафедри «Автомобілі та автомобільне господарство»
- 1981—1984 — навчання в аспірантурі з відривом від виробництва у Київському автомобільно-дорожньому інституті
- 1982—1984 — робота за сумісництвом у Київському автомобільно-дорожньому інституті на посаді молодшого наукового співробітника
- 1984 — молодший науковий співробітник науково-дослідної частини кафедри «Автомобілі та автомобільне господарство» ВПІ
- 1985 — асистент кафедри «Автомобілі та автомобільне господарство» у ВПІ
- 1989 — захистив кандидатську дисертацію на тему «Комплексна організація технічного обслуговування та поточного ремонту рухомого складу автоуправлінь (об'єднань) на основі централізації і спеціалізації» за спеціальністю 05.22.20 «Експлуатація та ремонт засобів транспорту» в Київському автомобільно-дорожньому інституті (КАДІ)
- 1989 — старший викладач кафедри «Автомобілі та автомобільне господарство» у Вінницькому політехнічному інституті
- 1992—2004 — доцент кафедри «Автомобілі та автомобільне господарство» у Вінницькому політехнічному інституті
- 2005—2010 — завідувач кафедри автомобілів та транспортного менеджменту, доцент Вінницького національного технічного університету
- 2011—2020 — завідувач кафедри автомобілів та транспортного менеджменту, професор Вінницького національного технічного університету
- 2013 — захистив докторську дисертацію на тему «Наукові основи стратегій розвитку виробничих систем автомобільного транспорту» за спеціальністю 05.22.20 — «Експлуатація та ремонт засобів транспорту» в Національному транспортному університеті (НТУ)[1]
- 2021 — наказом Міністерства освіти і науки України призначено ректором ВНТУ

## Наукові ступені та вчені звання
- 1989 — кандидат технічних наук
- 1993 — присвоєно вчене звання доцента
- 2013 — доктор технічних наук
- 2014 — присвоєно вчене звання професора

## Звання та нагороди
- 2008 — нагороджений Почесною Грамотою Виконавчого комітету Вінницької міської Ради за сумлінну і наполегливу працю в галузі автомобільного транспорту, високий професіоналізм
- 2008 — нагороджений Почесною Грамотою Управління освіти і науки Вінницької обласної державної адміністрації за сумлінну, творчу працю, особисті досягнення у науково-дослідній роботі
- 2009 — нагороджений відзнакою Міністерства внутрішніх справ України «За бездоганну службу» другого ступеня за вагомий особистий внесок у забезпечення безпеки дорожнього руху згідно з наказом ДАІ МВС України
- 2009 – обрано академіком Транспортної академії України
- 2009 – нагороджений Почесною грамотою УМВС України у Вінницькій області за активну громадську позицію в сприянні Державтоінспекції Вінниччини у підвищенні рівня безпеки дорожнього руху на автошляхах області, пропагування Правил дорожнього руху, реалізацію профілактичних заходів, направлених на збереження життя і здоров’я людей
- 2010 — нагороджений Почесною Грамотою Міністерства освіти і науки України за багаторічну сумлінну працю, особистий внесок у підготовку висококваліфікованих спеціалістів
- 2012 — нагороджений нагрудним знаком «Відмінник освіти України»
- 2012  — нагороджений Почесною грамотою Вінницької обласної державної адміністрації та обласної ради за сумлінну працю в галузі автомобільного транспорту, високий професіоналізм, відданість справі, активну життєву позицію та з нагоди Дня автомобіліста і дорожника
- 2012  — нагороджений Грамотою виконавчого комітету Вінницької міської ради за сумлінну і наполегливу працю в галузі автомобільного транспорту, високий професіоналізм, відданість справі, активну життєву позицію та з нагоди відзначення Дня автомобіліста і дорожника
- 2014 – нагороджений Почесною грамотою Вінницької обласної державної адміністрації та обласної ради за сумлінну працю в галузі автомобільного транспорту, високий професіоналізм, відданість справі та активну життєву позицію
- 2014 – нагороджений медаллю «За сприяння правоохоронним органам» Міжнародної громадської організації «Спілка генералів органів внутрішніх справ України»
- 2016 — присвоєно почесне звання "Заслужений діяч науки і техніки України"[2]
- 2016  – нагороджений Почесною грамотою Вінницької обласної державної адміністрації та обласної ради за сумлінну працю, вагомі трудові здобутки, високий професіоналізм та з нагоди Дня автомобіліста і дорожника
- 2016  – нагороджений Грамотою виконавчого комітету Вінницької міської ради за сумлінну, наполегливу працю, високу професійну майстерність, відповідальність за доручену справу, активну життєву позицію та з нагоди Дня автомобіліста і дорожника
- 2022 – оголошена Подяка Вінницької Єврейської Месіанської Громади за надання приміщень для організації діяльності центру гуманітарної допомоги, що забезпечило допомогою тисячі сімей, громад та військовослужбовців під час воєнного стану в Україні
- 2022, 2023 – оголошена Подяка 59 окремої мотопіхотної бригади імені Якова Гандзюка колективу ВНТУ та ректору Віктору Біліченко за постійну допомогу бійцям бригади, виготовлення і передачу опалювальних приладів
- 2022 – оголошена Подяка за активну громадську позицію та підтримку особового складу військової частини А2656
- 2023 – оголошена Подяка Міністерства у справах ветеранів України за неоціненну допомогу та внесок у зміцнення України, підтримку Збройних Сил України, патріотизм, самовідданість та відстоювання демократичних цінностей
- 2023 – нагороджений Грамотою Вінницького обласного відділення комітету з фізичного виховання та спорту МОН України Департаменту гуманітарної політики Вінницької обласної державної адміністрації за вагомий внесок у реалізацію державної політики в галузі фізичної культури і спорту, досягнуті високі результати в XVIII літній Універсіаді ЗВО Вінницької області у 2022/2023 н. р.
- 2023, 2024 – оголошена Подяка військової частини А7084 за допомогу Збройним Силам України, безкорисливість, небайдужість та прагнення до спільної перемоги
- 2023 – оголошена Подяка 4 бригади оперативного призначення «Рубіж» імені Героя України сержанта Сергія Михальчука Національної гвардії України за активну громадянську позицію, патріотизм та сприяння обороноздатності
- 2024 – присвоєно звання «Почесний доктор (Doctor Honoris Causa) Луцького національного технічного університету» за видатні заслуги у сфері технічних наук
- 2025 - нагороджений медаллю «За службу Україні»[3]

## Наукова діяльність
В інтелектуальному доробку Віктора Біліченка понад 400 наукових публікацій, серед яких 5 монографій, три розділи у 2-х колективних монографіях, 27 навчальних посібників, значна кількість наукових статей у фахових виданнях, з них 13 входять до наукометричних баз даних Scopus та Web of Science. 

### Напрями наукових досліджень
- формування стратегій та управління проєктами розвитку виробничих систем транспорту
- вдосконалення технологічних процесів технічного обслуговування і ремонту автомобілів.

### Наукові розробки

#### Свідоцтва про реєстрацію авторського права
- «Розвиток виробничих систем міського пасажирського транспорту на основі оптимізації кількості і пасажиромісткості автобусів за умови одночасного застосування різних режимів руху» (Свідоцтво № 37302. Дата реєстрації: 11.03.2011)
- Комп'ютерна програма «Вибір стратегій диверсифікації підприємств автомобільного транспорту» (Свідоцтво № 37392. Дата реєстрації: 16.03.2011)
- Комп'ютерна програма «Визначення раціонального рівня спеціалізації виробничих постів поточного ремонту на підприємствах автомобільного транспорту» (Свідоцтво № 51634. Дата реєстрації: 09.10.2013)[4]
- Комп'ютерна програма «Розрахунок техніко-експлуатаційних показників роботи маятникового маршруту пасажирського автомобільного транспорту на основі результатів вивчення попиту населення на перевезення» (Свідоцтво № 51635. Дата реєстрації: 09.10.2013)[4]
- Комп'ютерна програма «Розрахунок техніко-експлуатаційних показників роботи кільцевого маршруту пасажирського автомобільного транспорту на основі результатів вивчення попиту населення на перевезення» (Свідоцтво № 51636. Дата реєстрації: 09.10.2013)[4]
- Твір технічного характеру «Методика в електронному вигляді «Вивчення попиту населення на перевезення та визначення техніко-експлуатаційних показників роботи маятникового маршруту пасажирського автомобільного транспорту» (Свідоцтво № 51637. Дата реєстрації: 09.10.2013)[4]
- Твір технічного характеру «Методика в електронному вигляді «Дослідження економічної ефективності інвестиційних проектів по оновленню рухомого складу на автомобільному транспорті» (Свідоцтво № 51638. Дата реєстрації: 09.10.2013)[4]
- Твір технічного характеру «Методика в електронному вигляді «Визначення необхідної кількості транспортних засобів для забезпечення перевезення пасажирів на підвізних маршрутах великого міста» (Свідоцтво № 51639. Дата реєстрації: 09.10.2013)[4]
- Твір технічного характеру «Методика в електронному вигляді «Визначення необхідної кількості транспортних засобів для забезпечення перевезення пасажирів на магістральних маршрутах великого міста» (Свідоцтво № 51640. Дата реєстрації: 09.10.2013)[4]
- Твір технічного характеру «Методика в електронному вигляді „Вивчення попиту населення на перевезення та визначення техніко-експлуатаційних показників роботи кільцевого маршруту пасажирського автомобільного транспорту» (Свідоцтво № 51641. Дата реєстрації: 09.10.2013)[4]

### Керівництво дисертаційними дослідженнями
Під науковим керівництвом професора Віктора Біліченка підготовлено 1 доктора та 8 кандидатів технічних наук: Добровольський О. Л.; Цимбал С. В.; Романюк С. О. [Архівовано 15 лютого 2021 у Wayback Machine.]; Смирнов Є. В.; Огневий В. О.; Борисюк Д. В. [Архівовано 15 лютого 2021 у Wayback Machine.]; Красноштан О. М.; Антонюк О. П.; Котенко В. І.

## Викладацька діяльність

### Курси
- Виробничо-технічна база підприємств автомобільного транспорту
- Менеджмент технічних служб автомобільного транспорту
- Стратегія сталого розвитку транспорту
- Технічна експлуатація автомобілів

## Суспільна діяльність
- З 2005 року завідувач кафедри автомобілів та транспортного менеджменту ВНТУ
- Член ради з питань транспорту Вінницької міської ради
- Голова підкомісії «Транспорт» Науково-методичної комісії з транспорту та сервісу МОН України[6]

## Монографії та навчальні посібники
1. Біліченко, В. В., Огневий В. О. Стратегії трансформаційних змін автотранспортних підприємств : монографія. Вінниця, 2019. 140 с. [Архівовано 8 лютого 2021 у Wayback Machine.]
2. Біліченко В. В., Смирнов Є. В. Стратегії технічного розвитку автотранспортних підприємств : монографія. Вінниця, 2019. 144 с. [Архівовано 8 лютого 2021 у Wayback Machine.]
3. Біліченко В. В., Добровольський О. Л., Ребедайло В. М. Ключові аспекти взаємодії шини з опорною поверхнею : монографія. Вінниця, 2013. 127 с.
4. Біліченко, В. В. Виробничі системи на транспорті: стратегії  розвитку : монографія. Вінниця, 2016. 268 с.
5. Biomass as Raw Material for the Production of Biofuels and Chemicals / edited by: Waldemar Wojcik, Małgorzata Pawłowska. London ; New York, 2021. 220 p. ISBN 9781032011585. From the content: Expepimental research of endine characteristics working on the mixtures of biodiesel fuels obtained from algae / Sviatoslav Kryshtopa, Liudmyla Kryshtopa, Myroslaw Panchuk, Victor Bilichenko, Andrzej Smolarz, Aliya Kalizhanova, Sandugash Orazalieva. Chapter 17. P. 183-194.
6. Mechatronic Systems 1 : Applications in Transport, Logistics, Diagnostics, and Control / edited by: Waldemar Wojcik, Sergii Pavlov, Maksat Kalimoldayev. 1st edition. London ; New York, 2021. 290 p. Scopus. From the content:
  - Chapter 15 : Study of effect of motor vehicle braking system design on emergency braking efficiency / Andrii Kashkanov, Victor Bilichenko, Tamara Makarova, Olexii Saraiev, Serhii Reiko, Andrzej Kotyra, Mukhtar Junisbekov, Orken Mamyrbaev, Mergul Kozhamberdiyeva. P. 173-184. DOI: https://doi.org/10.1201/9781003224136-15. Scopus;
  - Chapter 20 : Selection and reasoning of the bus rapid transit component scheme of huge capacity / Volodymyr Sakhno, Victor Poliakov, Victor Bilichenko, Igor Murovany, Andrzej Kotyra, Gali Duskazaev, Doszhon Baitussupov. P. 233-242. DOI: https://doi.org/10.1201/9781003224136-20. Scopus.
7. Бідняк, М. Н., Біліченко, В. В. Виробничі системи на транспорті: теорія і практика : монографія. Вінниця, 2006. 176 с.
8. Біліченко, В. В., Шиліна, О. П. Організація наукових досліджень в галузі транспорту. Практикум для студентів спеціальностей 274 — Автомобільний транспорт та 275 -Транспортні технології (за видами) : практикум. Вінниця, 2020. 44 с. [Архівовано 8 лютого 2021 у Wayback Machine.]
9. Біліченко, В. В., Кужель, В. П., Кашканов, А. А., Романюк, С. О. Вступ до фаху. Транспортні технології (автомобільний транспорт) : навчальний посібник. Електрон. текст. дані. Вінниця, 2019. 121 с. Режим доступу: http://pdf.lib.vntu.edu.ua/books/IRVC/Bilichenko_2019_121.pdf.
10. Біліченко, В. В., Крещенецький, В. Л., Романюк, С. О., Смирнов, Є. В. Виробничо-технічна база підприємства автомобільного транспорту : навчальний посібник. Вінниця, 2013. 182 с. [Архівовано 17 липня 2020 у Wayback Machine.]
11. Біліченко, В. В., Варчук, В. В., Цимбал, С. В. Економіка підприємства: визначення економічної ефективності інвестиційних проектів з оновлення рухомого складу на автомобільному транспорті : навчальний посібник.  Вінниця, 2011. 128 с.
12. Біліченко, В. В., Крещенецький, В. Л., Варчук, В. В. Автомобілі та автомобільне господарство. Дипломне проектування : навчальний посібник. Вінниця, 2010. 72 с. [Архівовано 25 липня 2020 у Wayback Machine.]
13. Біліченко, В. В., Крещенецький В. Л., Смирнов, В. Л., Зелінський, В. Й. Виробничо-технічна база підприємств автомобільного транспорту : лабораторний практикум. Вінниця, 2010. 98 с. [Архівовано 7 лютого 2021 у Wayback Machine.]
14. Біліченко, В. В.,  Крещенецький,  В. Л. Механізація та автоматизація технічного обслуговування та ремонту автомобілів на підприємствах автомобільного транспорту : навчальний посібник. Вінниця, 2008. 213 с.
15. Біліченко, В. В., Варчук, В. В., Вдовиченко, О. В. Менеджмент технічних служб на автотранспортних підприємствах : навчальний посібник. Вінниця, 2006. 117 с.

## Наукові публікації
1. Біліченко, В. В. Модель життєвого циклу проекту побудови пасажирських маршрутних систем міст. Матеріали XLV Науково-технічної конференції ВНТУ, Вінниця, 23-24 березня 2016 р. [Архівовано 15 березня 2022 у Wayback Machine.]
2. Біліченко, В. В., Захарчук, Т. В. Аналіз методів визначення режимів руху автобусів на міських маршрутах. Матеріали XLV Науково-технічної конференції ВНТУ, Вінниця, 23-24 березня 2016 р. [Архівовано 8 лютого 2021 у Wayback Machine.]
3. Біліченко, В. В., Романюк, С. О. Проект розвитку виробничо-технічної бази автотранспортних підприємств в сучасних умовах господарювання. Сучасні технології в машинобудуванні та транспорті. Луцьк, 2015. № 2. С. 129—137. [Архівовано 15 березня 2022 у Wayback Machine.]
4. Біліченко, В. В., Підгаєць, В. В. Підвищення конкурентоспроможності підприємства автосервісу шляхом удосконалення виробничих процесів. Матеріали I міжнародної науково-практичної інтернет-конференції „Сучасні технології та перспективи розвитку автомобільного транспорту“, 12-14 листопада 2013 р. Вінниця. [Архівовано 15 березня 2022 у Wayback Machine.]
5. Біліченко, В. В. Романюк, С. О., Цимбал, С. В. Геоінформаційна система автобусних маршрутів міста Вінниця. Вісник Житомирського державного технічного університету. Житомир, 2012. № 3(62). С. 12–19. [Архівовано 15 березня 2022 у Wayback Machine.]